# Quilmes AC
Quilmes Atlético Club (eller bara Quilmes) är en argentinsk fotbollsklubb som spelar i Primera División.